# ألبرت بريان
ألبرت بريان (بالإنجليزية: Albert Bryan)‏ هو سياسي أمريكي، ولد في 21 فبراير 1968 في سانت توماس في الولايات المتحدة. نشط حزبياً في Democratic Party of the Virgin Islands ‏. وقد انتخب حاكم جزر العذراء الأمريكية ‏ (7 يناير 2019 – ).

## وصلات خارجية
- الموقع الرسمي